# Saut à la perche féminin aux Jeux olympiques d'été de 2008
Navigation
Athènes 2004 Londres 2012
Le concours du saut à la perche féminin aux Jeux olympiques de 2008 a eu lieu le 16 août pour les qualifications et le 18 août 2008 pour la finale, dans le Stade national de Pékin.
Les limites de qualifications étaient de 4,45 m pour la limite A et de 4,30 m pour la limite B.

## Records
Avant cette compétition, les records dans cette discipline étaient les suivants :
| Record du monde  | 5,04 m | Yelena Isinbayeva | Russie | 29 juillet 2008 | Monaco  |
| Record olympique | 4,91 m | Yelena Isinbayeva | Russie | 24 août 2004    | Athènes |

## Médaillées
| Or                | Argent              | Bronze             |
| Yelena Isinbayeva | Jennifer Stuczynski | Svetlana Feofanova |

## Résultats

### Finale (18 août)
| Rang | Pays       | Athlète             | Hauteur      | Par hauteur | Par hauteur | Par hauteur | Par hauteur | Par hauteur | Par hauteur |      |      |      |      |      |
|      |            |                     |              | 4,30        | 4,45        | 4,55        | 4,65        | 4,70        | 4,75        | 4,80 | 4,85 | 4,90 | 4,95 | 5,05 |
| ---- | ---------- | ------------------- | ------------ | ----------- | ----------- | ----------- | ----------- | ----------- | ----------- | ---- | ---- | ---- | ---- | ---- |
| 1    | Russie     | Yelena Isinbayeva   | 5,05 m (RM)  |             |             |             |             | o           |             |      | o    |      | xxo  | xxo  |
| 2    | États-Unis | Jennifer Stuczynski | 4,80 m       |             |             | o           |             | o           | xo          | o    |      | xxx  |      |      |
| 3    | Russie     | Svetlana Feofanova  | 4,75 m (=SB) |             | o           | o           | xo          |             | o           | xxx  |      |      |      |      |
| 4    | Russie     | Yuliya Golubchikova | 4,75 m (PB)  |             | o           | o           | xo          | o           | xo          | xxx  |      |      |      |      |
| 5    | Pologne    | Monika Pyrek        | 4,70 m       |             | o           | o           | o           | xo          | xxx         |      |      |      |      |      |
| 6    | Allemagne  | Carolin Hingst      | 4,65 m (SB)  | o           | o           | o           | xxo         | xxx         |             |      |      |      |      |      |
| 7    | Allemagne  | Silke Spiegelburg   | 4,65 m       | o           | xo          | o           | xxo         | xxx         |             |      |      |      |      |      |
| 8    | États-Unis | April Steiner       | 4,55 m       | o           | o           | o           | xxx         |             |             |      |      |      |      |      |
| 9    | France     | Vanessa Boslak      | 4,55 m (SB)  | o           | o           | xo          | xxx         |             |             |      |      |      |      |      |
| 10   | Brésil     | Fabiana Murer       | 4,45 m       |             | o           |             | xxx         |             |             |      |      |      |      |      |
| 11   | Pologne    | Anna Rogowska       | 4,45 m       |             | o           | xxx         |             |             |             |      |      |      |      |      |
| 12   | Chine      | Gao Shuying         | 4,45 m       | o           | xxo         | xxx         |             |             |             |      |      |      |      |      |

### Qualifications (16 août)
36 athlètes étaient inscrites à ce concours, deux groupes de qualifications ont été formés. La limite de qualifications est fixée à 4,60 m ou au minimum les 12 meilleurs sauteuses.
Détentrice du record du monde, championne olympique et championne du monde en titre, Yelena Isinbayeva est la seule athlète à réussir la limite de qualifications.
| Rang | Pays       | Athlète                 | Hauteur     | Par hauteur | Par hauteur | Par hauteur | Par hauteur | Par hauteur | Par hauteur |
|      |            |                         |             | 4,00        | 4,15        | 4,30        | 4,40        | 4,50        | 4,60        |
| ---- | ---------- | ----------------------- | ----------- | ----------- | ----------- | ----------- | ----------- | ----------- | ----------- |
| 1    | Russie     | Yelena Isinbayeva       | 4,60 m Q    |             |             |             |             |             | o           |
| 2    | Chine      | Gao Shuying             | 4,50 m q    |             |             | o           | o           | o           |             |
| 3    | Russie     | Svetlana Feofanova      | 4,50 m q    |             |             |             | xo          | o           |             |
| 3    | États-Unis | April Steiner           | 4,50 m q    |             |             | xo          | o           | o           |             |
| 5    | Pologne    | Monika Pyrek            | 4,50 m q    |             |             |             | o           | xo          |             |
| 6    | Allemagne  | Carolin Hingst          | 4,50 m q    |             | o           | xo          | o           | xo          |             |
| 7    | Espagne    | Naroa Agirre            | 4,40 m (SB) | o           | o           | o           | xo          | xxx         |             |
| 8    | Allemagne  | Nastja Ryjikh-Reiberger | 4,40 m      |             | o           | xo          | xo          | xxx         |             |
| 9    | Portugal   | Sandra-Helena Tavares   | 4,30 m      | o           | xo          | xo          | xxx         |             |             |
| 9    | Pologne    | Joanna Piwowarska       | 4,30 m      | xo          | o           | xo          | xxx         |             |             |
| 9    | Grèce      | Afrodíti Skafída        | 4,30 m      |             | xo          | xo          | xxx         |             |             |
| 12   | France     | Marion Buisson          | 4,15 m      | o           | o           | xx          |             |             |             |
| 13   | Cuba       | Yarisley Silva          | 4,15 m      |             | xxo         | xxx         |             |             |             |
| 13   | Ukraine    | Natalya Kushch          | 4,15 m      |             | xxo         |             | xxx         |             |             |
| 13   | Chine      | Ling Li                 | 4,15 m      |             | xxo         | xxx         |             |             |             |
| 16   | Argentine  | Alejandra García        | 4,15 m      | xxo         | xxo         | xxx         |             |             |             |
| 17   | Finlande   | Vanessa Vandy           | 4,00 m      | xo          | xxx         |             |             |             |             |
| 17   | Tunisie    | Leila Ben Youssef       | 4,00 m      | xo          | xxx         |             |             |             |             |

| Rang | Pays        | Athlète                | Hauteur       | Par hauteur | Par hauteur | Par hauteur | Par hauteur | Par hauteur |
|      |             |                        |               | 4,00        | 4,15        | 4,30        | 4,40        | 4,50        |
| ---- | ----------- | ---------------------- | ------------- | ----------- | ----------- | ----------- | ----------- | ----------- |
| 1    | États-Unis  | Jennifer Stuczynski    | 4,50 m q      |             |             |             |             | o           |
| 1    | Brésil      | Fabiana Murer          | 4,50 m q      |             |             |             | o           | o           |
| 1    | France      | Vanessa Boslak         | 4,50 m q (SB) |             | o           | o           | o           | o           |
| 4    | Pologne     | Anna Rogowska          | 4,50 m q      |             |             |             | o           | xo          |
| 5    | Russie      | Yuliya Golubchikova    | 4,50 m q      |             |             | o           | xo          | xo          |
| 6    | Allemagne   | Silke Spiegelburg      | 4,50 m q      |             |             | xxo         | o           | xo          |
| 7    | Royaume-Uni | Kate Dennison          | 4,40 m (PB)   | xo          | xo          | xo          | xxo         | xxx         |
| 8    | Australie   | Alana Boyd             | 4,30 m        |             |             | o           | xxx         |             |
| 8    | Malaisie    | Roslinda Samsu         | 4,30 m (SB)   | o           | o           | o           | xxx         |             |
| 10   | Canada      | Kelsey Hendry          | 4,30 m        |             |             | xo          | xxx         |             |
| 11   | Suisse      | Nicole Büchler         | 4,30 m        | xxo         | o           | xxo         | xxx         |             |
| 12   | Islande     | Thórey Edda Elisdóttir | 4,15 m        |             | o           | xxx         |             |             |
| 13   | Chine       | Yang Zhou              | 4,15 m        | xo          | o           | xxx         |             |             |
| 14   | Hongrie     | Krisztina Molnár       | 4,15 m        | xxo         | o           | xxx         |             |             |
| 15   | Grèce       | Nikoléta Kiriakopoúlou | 4,15 m        |             | xxo         | xxx         |             |             |
| 16   | Chypre      | Anna Fitídou           | 4,00 m        | xxo         | xxx         |             |             |             |
| 17   | Tchéquie    | Katerina Badurová      | aucune marque |             |             |             |             |             |
| 18   | États-Unis  | Erica Bartolina        | aucune marque |             |             |             |             |             |

## Légende
Records et Performances
- AR : Record continental (area record)
- CR : Record des championnats (championship record)
- MR : Record du meeting (meet record)
- NR : Record national (national record)
- OR : Record olympique (olympic record)
- PR : Record paralympique (paralympic record)
- PB : Record personnel (personal best)
- SB : Meilleure performance personnelle de la saison (season's best)
- WL : Meilleure performance mondiale de l'année (world leader)
- WJR : Record du monde junior (world junior record)
- WR : Record du monde (world record)

Circonstances et Conditions
- DNF : N'a pas terminé (did not finish)
- DNS : N'a pas pris le départ (did not start)
- DQ : Disqualification (disqualification)
- NM : Aucun essai valable enregistré (No Mark)
- Q : Qualifié « directement » au prochain tour (ou à la prochaine compétition), lors d'une compétition majeure, grâce au classement ou à la réalisation des minima (automatic qualifier)
- q : Qualifié au prochain tour (ou à la prochaine compétition), lors d'une compétition majeure, grâce au repêchage ou à la réalisation de l'une des meilleures performances parmi celles des « non qualifiés directement » (grâce au meilleur temps ou à la meilleure distance par exemple) (secondary qualifier)